# قطبیدگی (سیاست)
در سیاست، قطبیدگی فرایندی‌ست که طی آن، نظراتِ سیاسی به سمت واگرایی رفته و در نهایت به افراط‌گری ایدئولوژیکی می‌انجامد. تقریبا در کلیه مباحث سیاسی مربوطه، قطبیدگی در متن احزاب سیاسی و در یک سیستم دموکراتیک مطرح می‌شود. در اثر قطبیدگی، معمولا صدای میانه‌روها کمتر شنیده شده و مورد توجه قرار می‌گیرد و میدان برای تندروها فراهم‌تر می‌شود.